# Nugent Castle
Nugent Castle (irisch Caisleán an Nuinseannaigh, auch Delvin Castle, Caisleán Dhealbhna) ist die Ruine einer Niederungsburg in der Nähe des Stadtzentrums von Delvin im irischen County Westmeath.

## Geschichte
Nugent Castle ließ Hugh de Lacy, Lord of Meath, im Jahre 1181 für seinen Schwager, Gilbert de Nugent, erbauen. Dieser war 1171 mit De Lacy von England nach Irland gekommen und hatte sich auf einem Stück Land in Delvin niedergelassen. De Nugent erhielt den Titel eines Baron Delvin in der Lordschaft Meath. Heute führt der Earl of Westmeath diesen Titel.